# Стюарт, Роберт Лейтон
Роберт Лейтон Стюарт (англ. Robert Leighton Stuart; 21 июля 1806, Нью-Йорк — 12 декабря 1882, Нью-Йорк) вместе со своим братом Александром (1810—1879) владели компанией R. L. & A. Stuart в Нью-Йорке — бизнесом, занимавшимся рафинированием сахара. Оба брата жертвовали большую часть своих денег на благотворительные цели. Роберт был одним из основателей Американского музея естественной истории и его президентом с 1872 по 1881 год.

## Родители
Родителями Роберта были Кинлок (1775—1826) и Агнес (1785—1857) Стюарт из Шотландии. Отец занимался производством сладостей в Эдинбурге, где задолжал кредиторам и во избежание банкротства в 1805 году вместе с супругой эмигрировал в США. В Нью-Йорке он основал новую фабрику и преуспел в этом деле, став одним из самых преуспевающих жителей города и оставив после себя наследство более 100 тыс. долларов. Роберт родился вскоре после переезда родителей в США, когда семья жила и открыла магазин конфет на улице Барклэй, в районе Трайбека.

## Карьера
После смерти отца братья Роберт и Александр взяли управление бизнесом на себя, в 1828 году переименовав фирму в L. & A. Stuart. С 1832 года компания попутно занялась очисткой сахара. На заводе — пятиэтажном здании, расположенном на углу Чеймберс-стрит и Гринвич-стрит в Нижнем Манхэттене, были установлены паровые котлы, давшие толчок производительности. Братья разделили обязанности между собой: Александр занимался производством, Роберт сбытом и финансовыми делами. В 1849 году по соседству на углу Гринвич-стрит и Рид-стрит было построено ещё одно девятиэтажное здание рафинировочного завода.
На пике своего развития фабрики производили около 20 тыс. тонн сахара в год, благодаря технологическим усовершенствованиям обойдя своих конкурентов. В 1855 году бизнесмены прекратили производство конфет и сосредоточились на своем основном бизнесе — переработке сахара. Будучи строгими пресвитерианами, братья не разрешали работать по воскресеньям, и новым сотрудникам при поступлении на работу выдавали Библию. Благодаря корпоративной культуре компании удалось избежать нередких в XIX веке стычек с рабочими; напротив, во время нью-йоркских беспорядков 1863 года рабочие защищали производство, возводя вокруг него баррикады и вооружаясь дубинками. В 1872 году братья отошли от активной предпринимательской деятельности. С этого времени Роберт и его жена в основном занимались благотворительностью.

## Личная и общественная жизнь
В 1835 году Роберт Стюарт женился на Мэри МакКри (Mary McCrea, 1810—1891), дочери одного из богатых торговцев Нью-Йорка Роберта МакКри; детей у супругов не было. В 1868 году Роберт оказался в числе политиков и крупных бизнесменов, подписавших ходатайство к комиссарам Центрального парка Нью-Йорка с просьбой о создании на его территории естественнонаучного музея. Став соучредителем Американского музея естественной истории, он был избран вторым президентом этого учреждения и возглавлял его с 1872 по 1881 год.
В течение жизни Роберт собрал большую коллекцию книг, произведений искусства и образцов природы: в его опубликованном каталоге перечислены 11888 книг, 1963 брошюры и 240 картин, а также камни, минералы и фрагменты археологических раскопок. После смерти мужа в 1882 году и до 1888 года Мэри сделала несколько пожертвований в фонд Музея естественной природы, в том числе собранные супругом чучела птиц и млекопитающих, минералы, артефакты из Бразилии, Чили, Англии, Швейцарии, Франции и разных штатов США. Одним из наиболее ценных антропологических пожертвований стала коллекция из более чем 2 тыс. каменных орудий труда эпохи палеолита и неолита.
Она также оставила завещание, в котором после её смерти библиотека мужа и 50 тыс. долларов должны были достаться музею. Однако в ноябре 1887 года в завещание был добавлен дополнительный документ, изменивший бенефициара на библиотеку Ленокса. Это было отчасти связано с беспокойством Мэри о том, что музей планировал открыться для публики по воскресеньям, что противоречило её религиозным убеждениям.
Мэри, Роберт и Александр пожертвовали крупные суммы своих сбережений на Пресвитерианскую больницу, Принстонскую теологическую семинарию, Принстонский колледж и Сан-Францискую теологическую семинарию. Во время Гражданской войны оказали свою безоговорочную поддержку правительству и были среди самых крупных подписчиков первого миллиона военного займа. Мэри оставила около 5 млн долларов в своём завещании. Бенефициарами были дальние родственники, пасторы, большое количество больниц, а также Американское библейское общество, Совет иностранных миссий, Совет внутренних миссий, Пресвитерианская больница, Библиотека Ленокса, Теологическая семинария в Принстоне, Генеральная ассамблея пресвитерианской церкви, Американский союз воскресных школ, Попечители пресвитерианства Нью-Йорка, Нью-Йоркское библейское общество, Американское общество трактатов, Нью-Йоркская городская миссия и общество трактатов и волонтёрская организация YMCA Нью-Йорка.